# ليفينيا
ليفينيا (بالبرتغالية: Leivinha‏) (مواليد 11 سبتمبر 1949) هو لاعب كرة قدم. يلعب مع منتخب البرازيل لكرة القدم. سبق له أن لعب في كأس العالم لكرة القدم مع منتخب بلاده.

## روابط خارجية
- ليفينيا على موقع الاتحاد الدولي (مؤرشف)  (الإنجليزية)
- ليفينيا على موقع قاعدة بيانات كرة القدم.إي يو (الإنجليزية)
- ليفينيا على موقع ناشيونال فوتبول تيمز (الإنجليزية)
- ليفينيا على موقع عالم كرة القدم.نت (الإنجليزية)